# 李惠明
李惠明（?—934年5月6日），后唐末帝李从珂的女儿。
唐明宗时，李从珂镇凤翔，长子李重吉为控鹤指挥使，李惠明出家为尼法名幼澄，留在京师洛阳。愍帝李从厚即位，不想让李重吉掌亲兵，命李重吉为亳州团练使，幼澄居于宫中，迁李从珂到北京太原府。李从珂于是造反。应顺元年三月二十（934年5月6日），愍帝派遣殿直楚匡祚到亳州捉拿李重吉，在宋州杀害，幼澄也被杀。李从珂即位，追封李惠明为赵国公主。